# Joachim de Chersonèse
Joachim de Chersonèse (Russe: Иоаким Корсунянин) fut le premier évêque de Novgorod le Grand (vers 989 – 1030). 

## Biographie
Son nom de famille suggère qu'il venait probablement de la ville byzantine de Chersonèse dans la péninsule de  la Crimée byzantine ou Cherson. D'après les chroniques, il est arrivé dans la Rus' de Kiev au moment de la christianisation de la Russie kiévienne, après le baptême de Vladimir le Grand, prince de Novgorod puis Grand-prince de Kiev, en 988, et avant la création de la métropole de la Rhôsia, vers 998. 
À son arrivée à Novgorod, il jeta l'idole du dieu Péroun dans la rivière Volkhov et construisit le monastère de Peryn sur le site où il se trouvait autrefois. Il construisit également la première cathédrale en bois dédiée à la Sainte Sagesse, Sainte-Sophie, « à 12 sommets », sur le site d'un cimetière païen. Il fit également construire l'église de Joachim et Anne, du nom de ses saints patrons, qui se dressait à proximité de l'emplacement actuel de la cathédrale Sainte-Sophie. Il y fut enterré à sa mort en 1030, mais sa dépouille fut transférée dans la cathédrale actuelle en 1598.
On sait très peu de choses de son épiscopat. Bien que la « Ioakimovskaia Letopis » (Chronique de Joachim), une source aujourd'hui disparue citée dans l'histoire de Vassili Tatichtchev (1686-1750) qui est considéré comme le premier historien russe moderne, ait été traditionnellement attribuée à Joachim de Chersonèse. Ceci est maintenant considéré comme très discutable, tout comme la fiabilité historique de l'œuvre de Vassili Tatichtchev : il s'agit plus probablement d'une compilation du XVIIe siècle et est maintenant souvent attribuée au patriarche Joachim de Moscou (mort en 1690).
À sa mort en 1030, le disciple de Joachim, Ephrem, administra l'éparchie pendant cinq ans (1030-1035) jusqu'à l'arrivée de Luc Jidiata (1036-1059 ou 1060) qui est connu par un sermon considéré comme le plus ancien témoignage de la pastorale locale. Dans la Chronique des temps passés, l'arrivée de Luc Jidiata à Novgorod est racontée en ces termes : Iaroslav se rendit à Novgorod y installa comme prince son fils Vladimir et nomma comme évêque Jidiata. Le siège de Novgorod est le second après celui de Kiev. Au milieu du XIIe siècle, l'autonomie du diocèse de Novgorod est marquée par le fait que l'évêque est élu par la population et non plus choisi par le prince.  Les évêques de Novgorod ne se sont faits appelés archevêques qu'en 1165, cependant ils ont continué à être les suffragants du métropolite de Kiev.

Joachim de Chersonèse est vénéré comme saint par l'Église orthodoxe russe. Ses jours de fête sont le 10 février (la fête des saints de Novgorod, au cours de laquelle 10 autres évêques, archevêques et autres sont commémorés) et le 19 juin.

## Source
- (en) Cet article est partiellement ou en totalité issu de l’article de Wikipédia en anglais intitulé « Joachim of Korsun » (voir la liste des auteurs).